# Manuel de Pessino
Manuel de Pessino  fue un político y ganadero.

## Reseña biográfica
Alcalde de Zaragoza.
Nombrado gobernador suplente, en comisión y sin sueldo.
Del 1 de enero de 1855 al 5 de julio de 1855 fue Presidente de la Diputación Provincial de Zaragoza.
El 29 de junio de 1855 recibe el nombramiento de la Orden de Isabel la Católica, por Isabel II, en agradecimiento a sus acciones para la defensa de la ciudad de Zaragoza, en una revuelta carlista.
| Predecesor: Cayetano Cardero y Romeo | Presidente de la Diputación Provincial de Zaragoza 1 de enero de 1855-5 de julio de 1855 | Sucesor: Cayetano Cardero y Romeo |
| Predecesor:                          | Alcalde de Zaragoza                                                                      | Sucesor:                          |